# Hibiscus cannabinus
Kenaf (Hibiscus cannabinus) es una especie de planta anual tropical y subtropical. Es originaria de África y Asia.

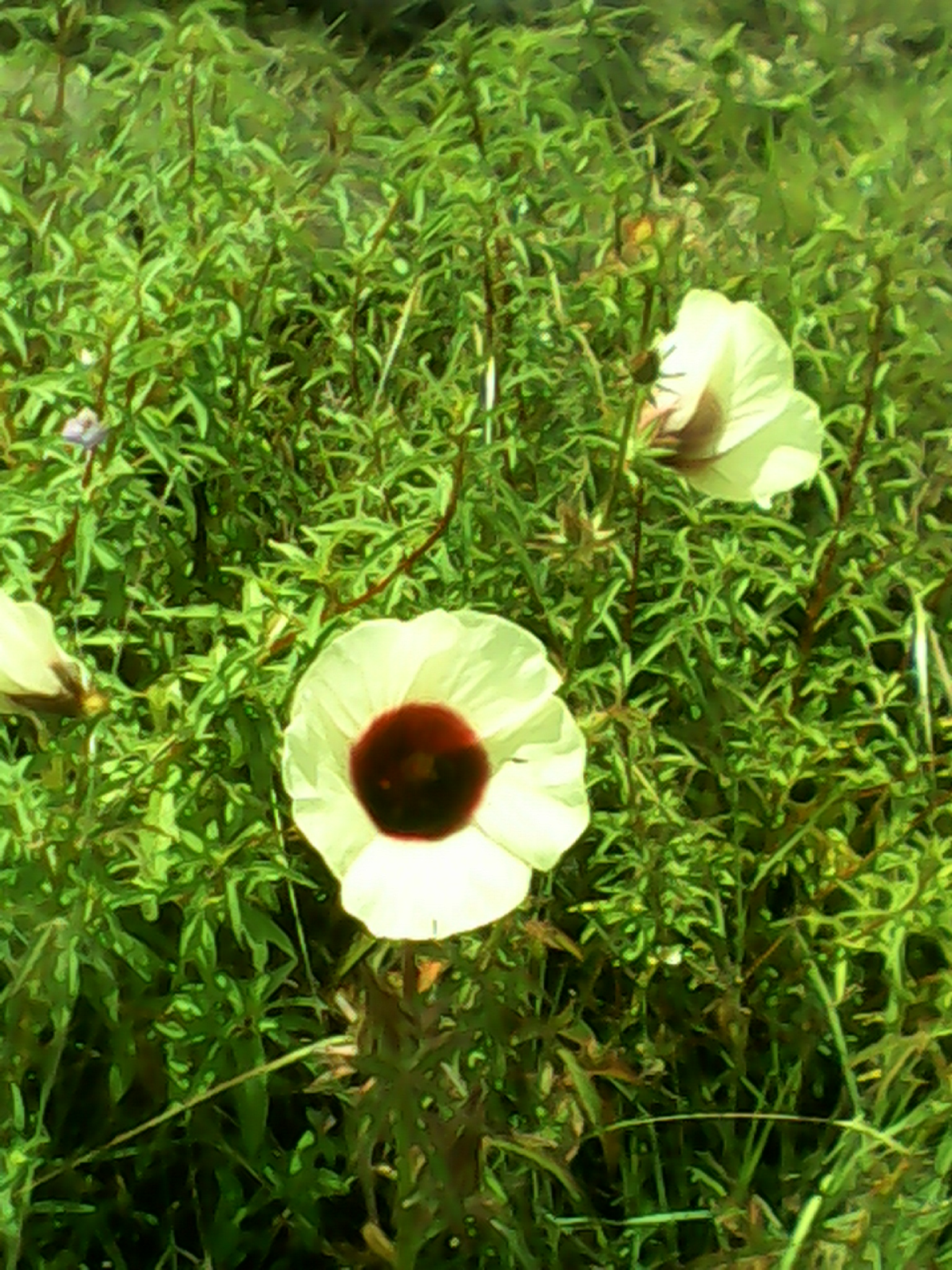
Flor

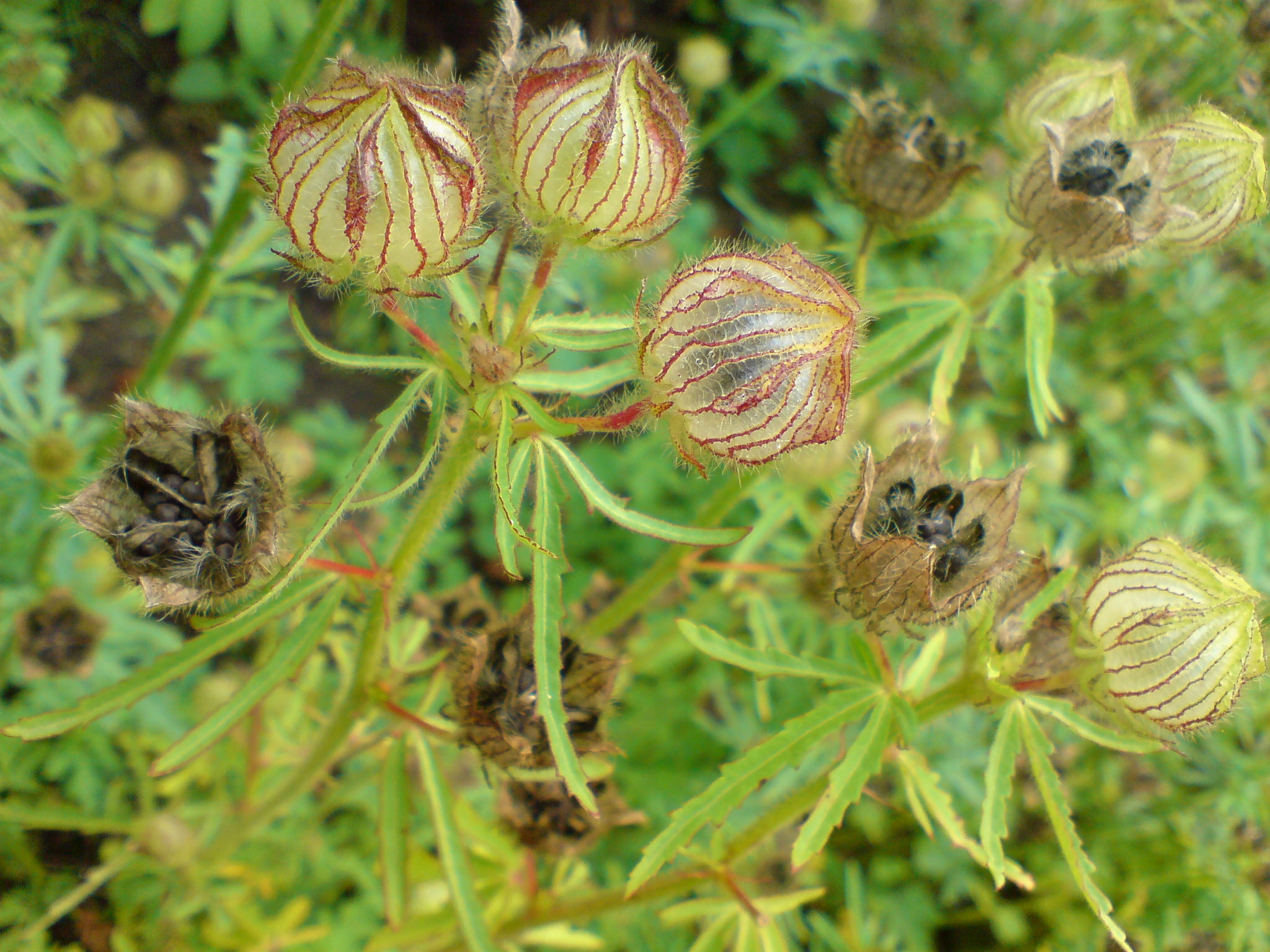
IDetalle

## Descripción
Es una planta anual o bianual de hasta 3,5 metros de alto, herbácea con una base leñosa, hojas polimorfas de 10 a 15 cm de longitud. Las flores alcanzan de 8 a 15 cm de diámetro y son blancas amarillas o púrpuras. El fruto es una cápsula de 2 cm de diámetro con varias semillas. Su ciclo de aprovechamiento es de unos 100 a 125 días se cultiva sobre todo en Bangladés.

## Usos
Es una planta de crecimiento rápido que se está desarrollando como fuente de fibras alternativa y versátil para la industria papelera. Sobre todo, es un
absorbente natural de hidrocarburos capaz de limpiar por ejemplo agua contaminada de petróleo. De su tallo se obtienen dos tipos de fibras, de composición, morfología y aplicaciones distintas: 
- a) fibras liberianas de su corteza exterior, más esbeltas y resistentes, adecuadas para un amplio rango de papeles especiales;
- b) fibras del corazón leñoso, más lignificadas y de pequeñas dimensiones, adecuadas para papeles comunes.

## Taxonomía
Hibiscus cannabinus fue descrita por Carlos Linneo y publicado en Systema Naturae, Editio Decima 2: 1149. 1759.
Etimología

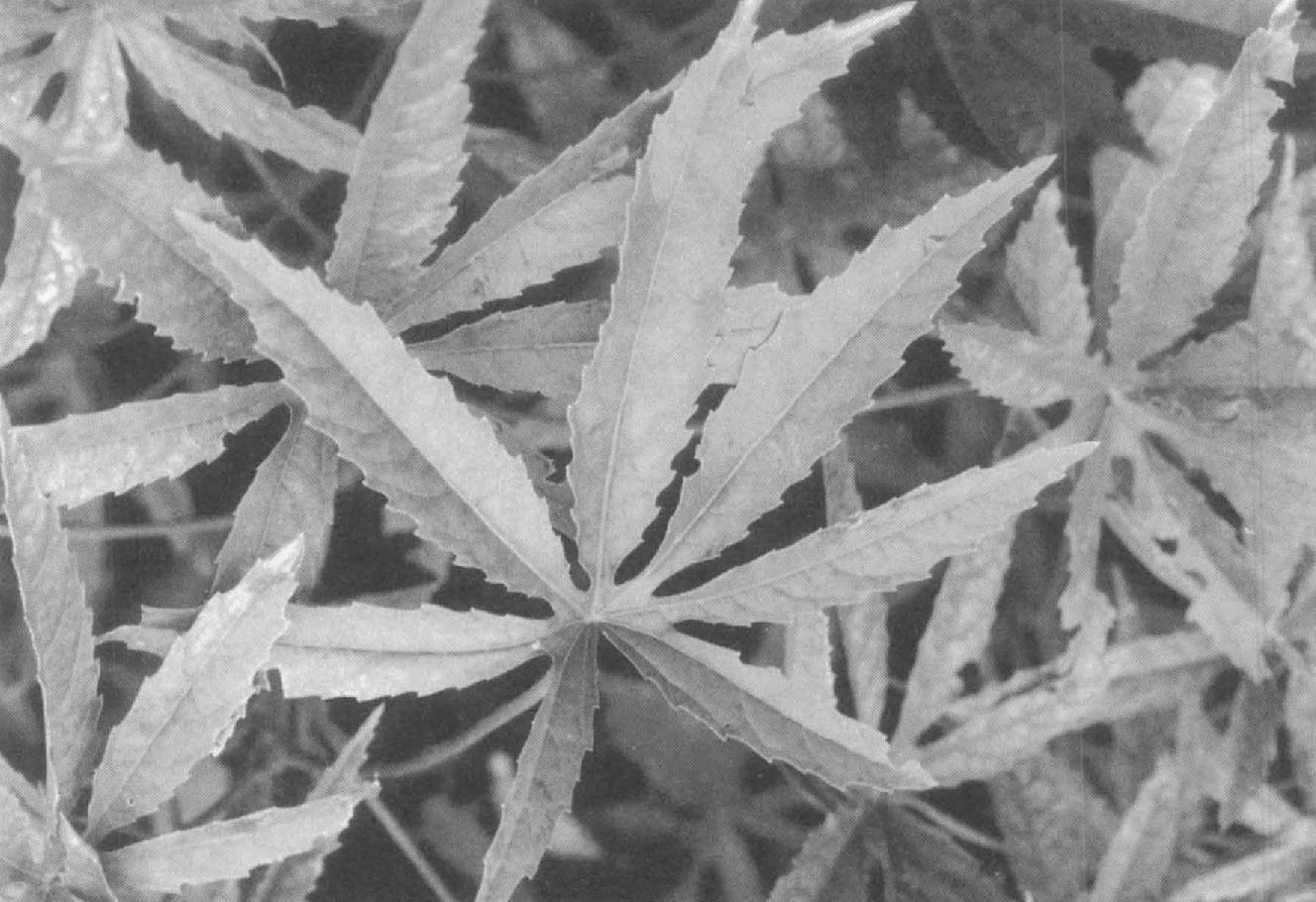
Kanef

Hibiscus: nombre genérico que deriva de la palabra griega: βίσκος ( hibískos ), que era el nombre que dio Dioscórides (40-90 d. C.)  a Althaea officinalis.
cannabinus: epíteto latíno  que significa "como el cáñamo".
Sinonimia
- Abelmoschus congener (Schum. & Thonn.) Walp., Rep. bot. syst. vol. 1, 308. 1842.
- Abelmoschus verrucosus Walp., Rep. bot. syst. vol. 1, 308. 1842.
- Hibiscus aculeatus Don, Gen. Syst. vol. 1, 480. 1831.
- Hibiscus cavanillesii Kostel., Allg. Med.-Pharm. Flora vol. 5, 1857. 1836.
- Hibiscus congener Schum. & Thonn., Beskr. Guin. Pl., 319. 1827.
- Hibiscus radiatus Sieber ex Steud., Nom. ed. vol. 2, 1, 760. 1840., nom. illeg. non Cav. (1787).
- Hibiscus tripartitus Forssk., Fl. aegypt.-arab., 126. 1775.
- Hibiscus verrucosus Guill. & Perr., Fl. Seneg. tent. vol. 1, 87. 1831.
- Hibiscus vitifolius Mill., Gard. Dict. ed. vol. 8, no. 8. 1768., nom. illeg. non L. (1753)
- Ketmia glandulosa Moench, Suppl. Meth. (Moench) 202. 1794 or 1802?[4]
- Hibiscus sabdariffa subsp. cannabinus (L.) Panigrahi & Murti
- Hibiscus asper Hook.f.
- Hibiscus malangensis Baker f. (1939)
- Hibiscus cordofanus Turcz. (1858)
- Hibiscus vanderystii De Wild. (1915)
- Hibiscus verrucosus var. punctatus A.Rich. (1847)
- Hibiscus cannabinus var. punctatus (A.Rich.) Hochr. (1916)
- Hibiscus henriquesii Lima (1921)[5]

## Nombres comunes
- Castellano: cáñamo de la India, cáñamo de gambo, cáñamo Rosella, pavona encendida, yute de Java, yute de Siam.[6]